# Paulus Arnolt
Paulus Arnolt (* 16. April 1600 in Fulda; † nach 1642) war Stück- und Glockengießer in Heilbronn, Fulda und anderen Orten.

## Leben
Er stammte aus Fulda, war 1622 in Wertheim tätig und erhielt 1626 vom Rat der Stadt Heilbronn die Zusage, Rotschmiededienste ausführen zu können. 1632 erhielt er einen Stückguss-Auftrag des Heilbronner Stadtkommandanten Ludwig von Schmidberg. 1639 kehrte er nach Fulda zurück, 1642 ist er in Königheim und Königshofen belegt.

## Glocken
Nachweisbare Glocken:
- Glocke in Hasloch, datiert 1622 (gegossen in Wertheim)
- Rathausglocke in Grünsfeld, datiert 1624 (gegossen in Fulda)
- Rathausglocke in Stein am Kocher, datiert 1626 (gegossen in Heilbronn)
- Glocke am Fleischhaus in Heilbronn, datiert 1627 (gegossen in Heilbronn, im Ersten Weltkrieg eingeschmolzen)
- Rathausglocke in Bachenau, datiert 1631 (gegossen in Heilbronn)
- Glocke in Lehrensteinsfeld, datiert 1632 (gegossen in Heilbronn)
- Sechs Glocken in Königheim, datiert 1642 (gegossen in Fulda)
- Glocke in Königshofen, datiert 1642 (gegossen in Fulda)
- Glocke in Wittighausen-Vilchband, datiert 1642 (gegossen in Fulda)
- Glocke in Güntersleben, Lkr. Würzburg (gegossen 1642 in Eußenheim)